# Маукендорф

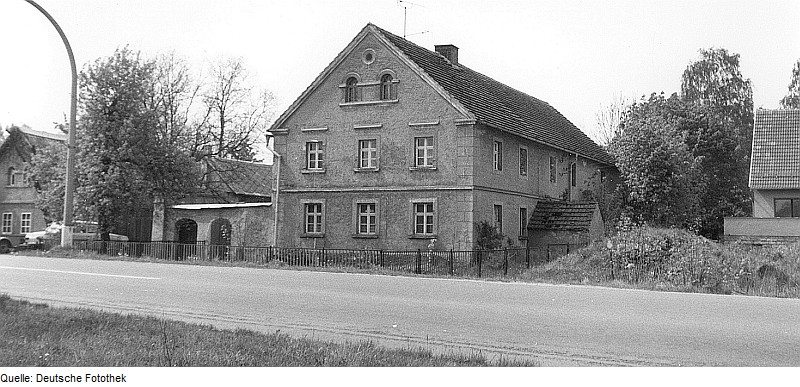

Ма́укендорф или Му́чов (нем. Maukendorf; в.-луж. Mučowо файле) — сельский населённый пункт в статусе городского района Виттихенау, район Баутцен, федеральная земля Саксония, Германия.

## География
Находится среди обширного лесного массива примерно в семи километрах юго-восточнее Хойерсверды и пяти километрах северо-восточнее Виттихенау. На юго-востоке от деревни располагается Горникечанское озеро (в.-луж. Hórnikečanski jězor; нем. Speicher Knappenrode).
Через деревню проходит с севера на юг автомобильная дорога B96 (Хойерсверда — Грос-Зерхен), которая пересекается в центре населённого пункта автомобильная дорога K9219, идущей с востока на запад (Кнаппенроде — Виттихенау).
Соседние населённые пункты: на севере — деревня Цайсиг (Чиск, в городских границах Хойерсверды), на северо-востоке — деревня Кнаппенроде (Горникецы, в городских границах Хойерсверды), на юго-востоке — Виттихенау и деревня Бришко (Брежки, в городских границах Виттихенау) и на северо-западе — деревня Шпола (Спале, в городских границах Виттихенау).

## История
Деревня имеет древнеславянскую круговую форму построения жилых дом с площадью в центре с одной въездной дорогой (в.-луж. kulowc — рундлинг).
Впервые упоминается в 1401 году под наименованием «Muckendorff». После Венского конгресса деревня перешла в 1815 году в состав Прусского королевства. До 8 апреля 1945 года находилась в административном округе Лигниц. В июле 1952 года была включена в общину Хойерсверда района Котбус. В январе 1994 года вошла в городские границы Виттихенау в статусе отдельного городского района. С 1996 по 2008 года находилась в районе Каменц, в 2008 году передана в район Баутцен.
В настоящее время деревня входит в состав культурно-территориальной автономии «Лужицкая поселенческая область», на территории которой действуют законодательные акты земель Саксонии и Бранденбурга, содействующие сохранению лужицких языков и культуры лужичан.
Исторические немецкие наименования:
- Muckendorff, 1401
- Mauck(h)en(n)dorff, 1575
- Mauckendorf, 1768

## Население
Официальным языком в населённом пункте, помимо немецкого, является также верхнелужицкий язык.
Согласно статистическому сочинению «Dodawki k statisticy a etnografiji łužickich Serbow» Арношта Муки в 1884 году в деревне проживало 162 жителей (все без исключения лужичане).
Лужицкий демограф Арношт Черник в своём сочинении «Die Entwicklung der sorbischen Bevölkerung» указывает, что в 1956 году при общей численности в 353 жителей серболужицкое население деревни составляло 45,3 % (из них 103 взрослых владели активно верхнелужицким языком, 18 взрослых — пассивно; 39 несовершеннолетних свободно владели языком).
| 1825 | 1871 | 1885 | 1905 | 1925 | 1939 | 1946 | 1950 | 1964 | 1990 | 2011 | 2016 |
| ---- | ---- | ---- | ---- | ---- | ---- | ---- | ---- | ---- | ---- | ---- | ---- |
| 133  | 155  | 170  | 162  | 180  | 274  | 343  | 345  | 339  | 306  | 461  | 441  |